# Blauet malaquita
El blauet malaquita o blauet crestat (Alcedo cristata) és una espècie d'ocell de la família dels alcedínids (Alcedinidae) que habita rius, llacs i aiguamolls de l'Àfrica Subsahariana, mancant únicament de les zones més àrides.